# Química quàntica relativista
La química quàntica relativista combina la mecànica relativista amb la química quàntica per descriure les propietats i l'estructura dels elements químics, particularment els més pesants de la taula periòdica. N'és un exemple destacat el color de l'or, que a causa dels efectes relativistes, no és argentat, a diferència de la majoria dels altres metalls.
El concepte d'efectes relativistes fou desenvolupat tenint en compte la història de la mecànica quàntica. En un primer moment, la mecànica quàntica es desenvolupà sense tenir en consideració la teoria de la relativitat. Els efectes relativistes són les discrepàncies entre els models que tenen en compte la relativitat i els que no.